# Toscana-Therapie
Die Toscana-Therapie ist das einzige Theaterstück des deutschen Dichters Robert Gernhardt.
Das Stück entstand 1986 und wurde im März 1987 in Aachen uraufgeführt. Die Spieldauer beträgt etwa 100 Minuten.

## Inhalt
Karin und Gerhard, ein pedantisches, ein bisschen angestaubtes Akademikerpaar um die vierzig, machen wie jedes Jahr Urlaub im Ferienhaus des mit ihnen befreundeten Therapeuten Dieter in der Toscana. Einzige Bedingung von Dieters Seite: Sie dürfen in seinem Haus keine Gäste empfangen. Die Eheleute bringen es jedoch nicht fertig, den dreisten amerikanischen Schriftsteller und Lebemann Victor zu vertreiben, der sich bei ihnen einquartiert hat. Als später der Redakteur Bergmann sowie der Zementsack-Fotograf Florian samt seiner flippigen Begleiterin Silvia auftauchen, ist das Chaos perfekt – und Karin und Gerhard mit ihren Nerven am Ende. Die Kommunikation zwischen allen Beteiligten geht auf jede erdenkliche Weise schief, echte Begegnungen und klare Willensäußerungen sind fast so unmöglich wie ein geglückter Witz – und passieren auf merkwürdige Art doch immer wieder.

## Aufbau
Das Stück ist in 19 Bilder unterteilt, die meist einen Zeitraum von fünf bis zehn Minuten umfassen sollen. Einige Bilder spielen sich sehr schnell hintereinander ab, andere folgen im Abstand mehrerer Stunden. Die Konzentration der Handlung auf nicht viel mehr als einen Tag erinnert bereits stark an ein klassisches Drama.
Gernhardt orientiert sich über weite Strecken am modernen, realistischen Theater. Der Zuschauer wird nicht nur optisch und akustisch auf vielfältige Weise in das Geschehen hineingenommen, zusätzlich wird auch die olfaktorische und haptische Wahrnehmung immer wieder angesprochen. An entscheidender Stelle konterkariert Gernhard aber diesen realistischen Ansatz. Der Verhaltenstherapeut Dieter tritt auf im Stile eines klassischen Deus ex machina, die übrigen Gäste erinnern in seiner Gegenwart an einen Chor des antiken Theaters.
Eine alternative Lesart bietet das Muster der Apokalypse: Im alten Äon herrschen Zerfall und Verderben in allen Dingen, auch in der Beziehung zwischen Gerhard und Karin und im toscanischen Landhaus. Die Gäste sind Versucher und Verwirrer – die Engel der Apokalypse. Am Ende erscheint Dieter als Retter und Richter. Den neuen Äon des paradiesischen Friedens zeigt das Stück nur in kurzer Form. Diese Lesart wird, wie alle anderen Deutungen und Schwerpunkte, durch gegenläufige, ständig ironisierende Elemente immer wieder zurechtgerückt und auf dem Boden einer lebensfröhlichen Realität geerdet.

## Schwerpunkte
Die Toscana-Therapie kann unter verschiedenen Gesichtspunkten gelesen bzw. mit unterschiedlichen Schwerpunkten inszeniert werden. Wiederkehrende Grundmuster bieten dabei vor allem die verschiedenen Spielarten von Kommunikation und Nichtkommunikation, das Thema Geschlechterbild und Rollenverteilung, sowie die Typen des witzelnden, inzwischen unmerklich verbürgerlichten Alt-68ers und des naiv-spontanen Möchtegern-Ökos.
Die Toscana setzt Gernhardt nicht nur als den klassischen Sehnsuchtsort der mitteleuropäischen Intellektuellen in Szene, an dem sich Kultur und Landschaft, Geschichte, Handwerk und moderne Lebensart perfekt vereinen, sondern er konterkariert ihn gleichzeitig und stellt damit die großen Fragen unserer Zeit, die von Umweltzerstörung und Zersiedelung über den Wert des Ästhetischen in der Kunst und der bedenklichen Entfremdung zwischen Körper und Geist bis zur krampfhaften Suche nach Selbstverwirklichung reichen.
Als Gesellschaftssatire liegt der Schwerpunkt auf dem Zusammentreffen extremer gesellschaftlicher Stereotype mit ihren jeweiligen, zumeist ins Negative karikierten Eigenheiten.
Als Urlaubskomödie rückt der Zivilisations-Clash deutscher und italienischer Lebensart in den Mittelpunkt. Es geht dann um den Gegensatz zwischen der Italianita, der Leichtigkeit, Lockerheit, Natürlichkeit, die die Hauptrollen des Stücks leben wollen, und einer steifen, vergeistigten Künstlichkeit, in der sie befangen bleiben und die Geist und Materie aus ihrem natürlichen Gleichgewicht bringt.
Als Beziehungsdrama steht die Zerstörung bzw. der Klärungsprozess einer Ehe im Mittelpunkt. Das Stück zeigt eine Beziehung in der Krise und führt vor, wie diese Beziehung durch vielfältige innere sowie äußere Faktoren zerstört – oder vielleicht auch gerettet – werden könnte. Zu den gestellten Fragen gehört auch, inwieweit beide Ehepartner anderen Verführungskünsten nachgeben dürfen oder sollen, ohne sich selbst beziehungsweise den anderen zu verletzen. Die Grenzen der eigenen Treue und des eigenen Treuanspruchs werden ausgelotet und die Vertrauensbasis als Fundament der Beziehung einem wechselseitigen Stresstest unterzogen.
Als Kommunikationsstück führt das Stück verschiedene Muster des zwischenmenschlichen Umgangs vor: gesuchter und spontaner Witz, double-binding, Ablenkungs- und Ausweichversuche, Aneinandervorbeireden, Überrumpelung, Ironie, Zynismus, Eskalation bis zum offenen Streit. Beispiele, in denen Kommunikationsmethoden funktionieren, wechseln sich im Stück mit Szenen ab, in denen Kommunikation absichtsvoll in die Irre geleitet wird oder unabsichtlich, unbemerkt, scheitert.
Weitere Lesearten setzen bei der Freundschaft an, die Beziehung retten hilft, oder nehmen die modernen therapeutischen Ansätze aufs Korn, denen jedes noch so absurde Mittel recht ist.